# فرودگاه بین‌المللی سلیمانیه
فرودگاه بین‌المللی سلیمانیه (به انگلیسی: Sulaimaniyah International Airport) (به کردی: Firokaxaney Nawdewletî Silêmanî) یک فرودگاه با کد یاتا ISU است که یک باند فرود بتن دارد و طول باند آن ۳۵۰۰ متر است. این فرودگاه در شهر سلیمانیه کشور عراق قرار دارد.

## شرکت‌های هواپیمایی و مقصدهای پروزای
| شرکت‌های هواپیمایی                   | مقصدهای پروازی |
| ----------------------------------- | --- |
| اطلس گلوبال                         | فرودگاه بین‌المللی آتاترک |
| هواپیمایی کاسپین                    | فرودگاه بین‌المللی امام خمینی |
| فلای‌دبی                             | فرودگاه بین‌المللی دوبی (تعلیق‌شده) |
| جرمنیا (شرکت هواپیمایی)             | فرودگاه بین‌المللی دوسلدورف، فرودگاه مونیخ، فرودگاه استکهلم-آرلاندا |
| هواپیمایی آسمان                     | فرودگاه بین‌المللی امام خمینی |
| هواپیمایی عراق                      | فرودگاه آنتالیا، فرودگاه بین‌المللی بغداد، فرودگاه بین‌المللی بصره، فرودگاه بین‌المللی رفیق حریری بیروت، فرودگاه بین‌المللی قاهره، فرودگاه بین‌المللی دوبی، فرودگاه بین‌المللی اربیل |
| هواپیمایی عراق اجرا توسط ایراکسپلور | فرودگاه گاتویک1 |
| الملکیه الاردنیه                    | فرودگاه بین‌المللی ملکه علیا |
| قطر ایرویز                          | فرودگاه بین‌المللی حمد |
| هواپیمایی قشم                       | فرودگاه بین‌المللی امام خمینی |
| ترکیش ایرلاینز                      | فرودگاه بین‌المللی آتاترک |

## شرکت‌های هواپیمایی و مقصدهای پروازی

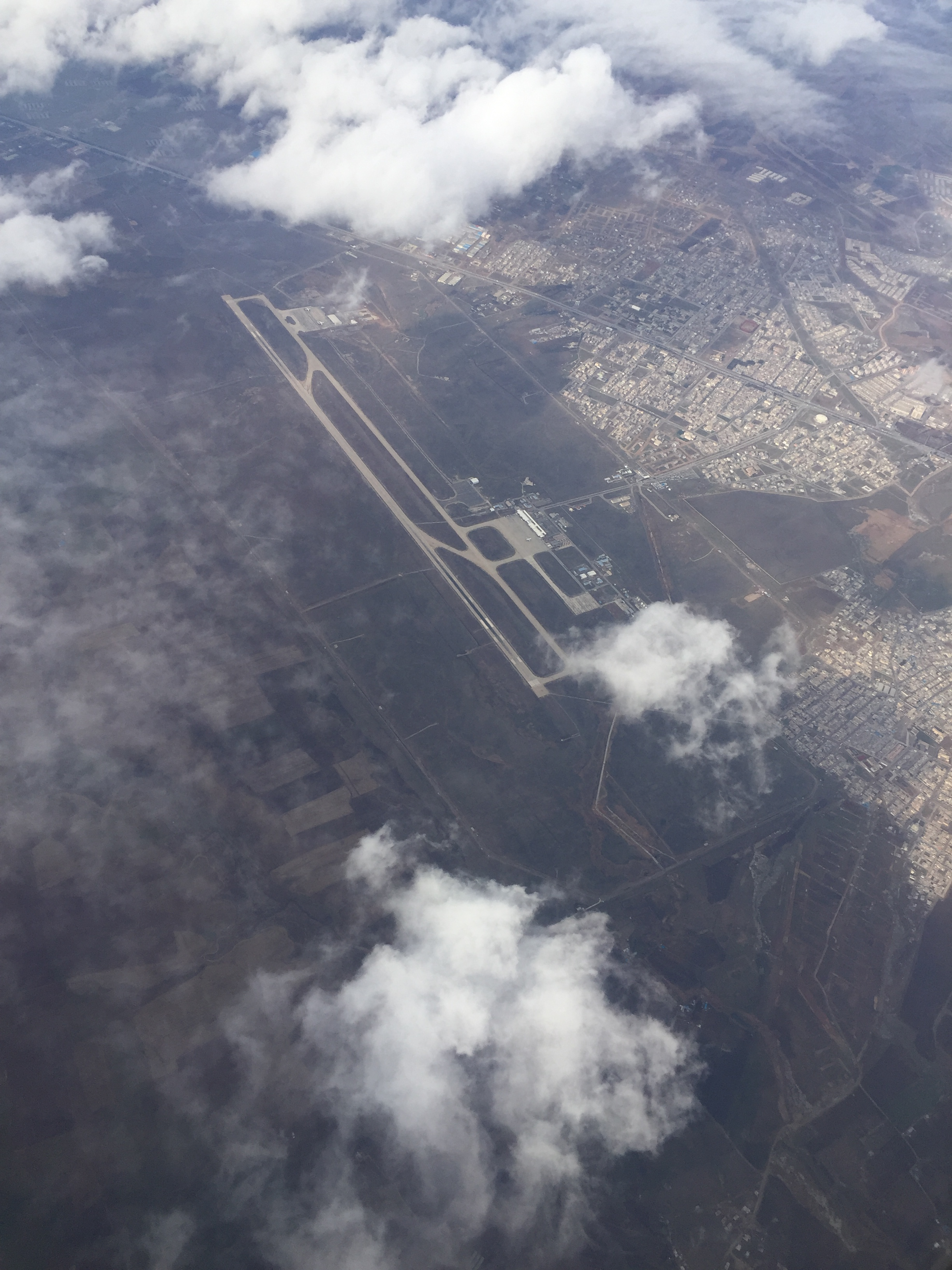

| شرکت‌های هواپیمایی                   | مقصدهای پروازی                                                     |
| ----------------------------------- | ------------------------------------------------------------------ |
| اطلس گلوبال                         | آتاترک                                                             |
| هواپیمایی کاسپین                    | امام خمینی                                                         |
| جرمنیا                              | دوسلدورف، مونیخ، استکهلم-آرلاندا                                   |
| هواپیمایی آسمان                     | امام خمینی                                                         |
| هواپیمایی عراق                      | آنتالیا، بغداد، بصره، رفیق حریری بیروت، قاهره، دوبی، اربیل، آتاترک |
| هواپیمایی عراق اجرا توسط ایراکسپلور | گاتویک1, منچستر                                                    |
| پگاسوس ایرلاینز                     | صبیحه گوکچن                                                        |
| هواپیمایی قطر                       | حمد                                                                |
| هواپیمایی قشم                       | امام خمینی                                                         |
| الملکیه الاردنیه                    | ملکه علیا                                                          |
| ترکیش ایرلاینز                      | آتاترک                                                             |